# Gagik I de Armenia
Gagik I (en armenio: Գագիկ Ա) fue rey de Armenia entre 989 y 1017/20. Bajo su mandato, la Armenia bagrátida llegó a su apogeo, y «disfrutó la experiencia acostumbrada de paz y prosperidad».

## Gobierno
Se desconoce la fecha de nacimiento de Gagik I. Sucedió a su hermano Smbat II en 989. Siguió los pasos de sus predecesores, construyendo iglesias y edificios religiosos en la capital Ani. Aprovechando las condiciones económicas favorables de Armenia, Gagik aumentó el tamaño del ejército hasta los 100,000 soldados. Posteriormente, se anexionó varias provincias a la Armenia bagrátida, incluyendo Vayots Dzor, Khachen, Nakhichevan y la ciudad de Dvin. Hizo alianzas con Gurgen de Iberia y Bagrat III de Georgia, cuyos ejércitos derrotaron a Mamlan, el emir de Khorasan, en 998 en el pueblo de Tsumb, al nordeste del Lago de Van. Bajo Gagik I, el Reino de Armenia se extendía de Shamkor a Vagharshakert y del río Kurá  a Apahunik cerca del  Lago de Van. La economía del país, la cultura y el comercio extranjero desarrollaron; Ani, Dvin, y Kars florecieron.
Después de su muerte, su hijo mayor, Hovhannes-Smbat, fue coronado rey, mientras su hijo más joven, Ashot IV, se rebeló contra Smbat y proclamó su independencia en el Reino de Lori-Dzoraget.

## Hallazgos arqueológicos

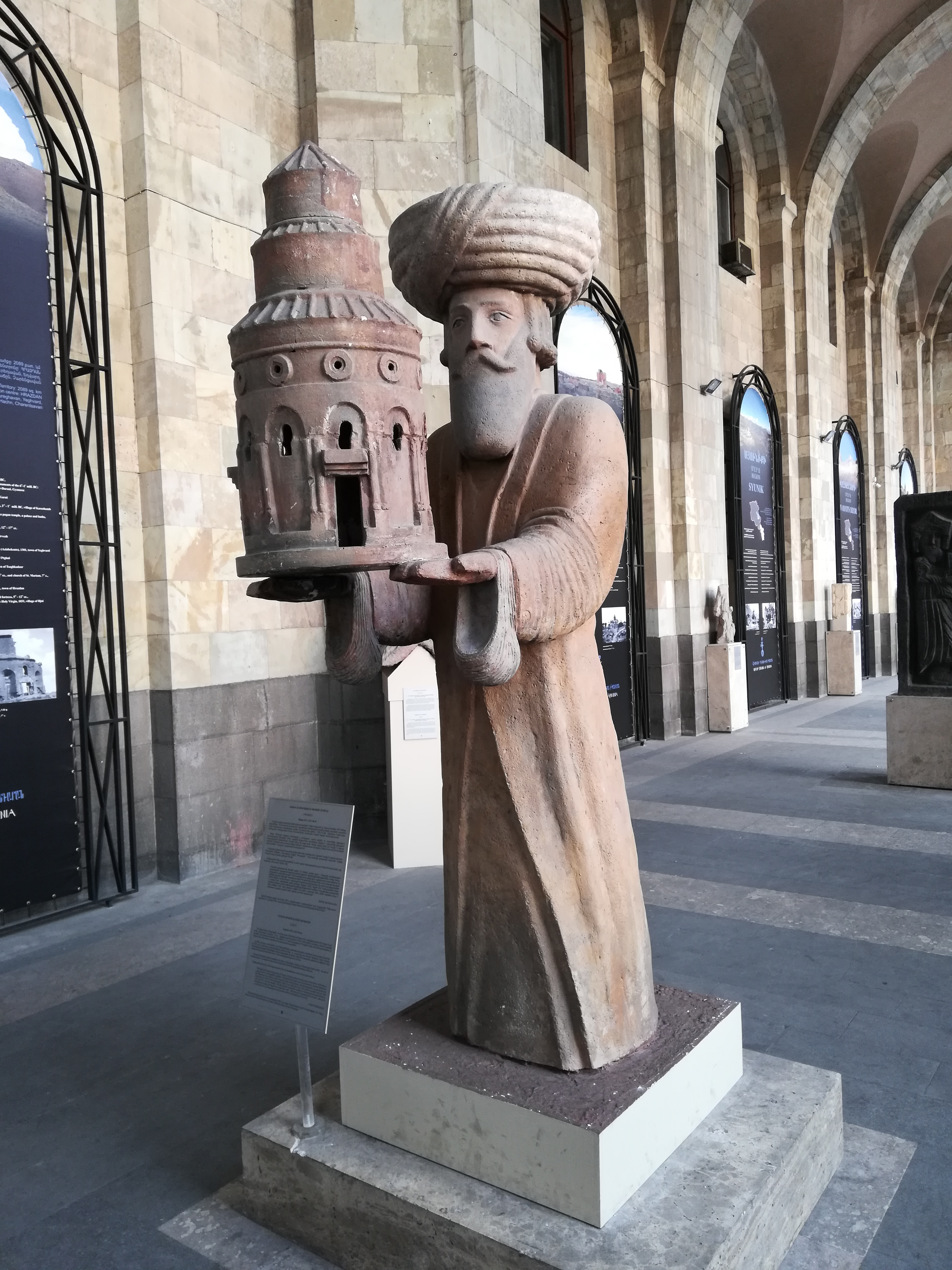
Un replica de Gagik I en la entrada del Museo de Historia de Armenia.

Uno de los principales proyectos de Gagikfue la Iglesia de San Gregorio en Ani (1001–10), lejanamente inspirada en la Catedral de Zvartnots. Durante las excavaciones de Nicholas Marr  en las ruinas de la ciudad en 1906, fue encontrada una estatua fragmentada de 2.26 de estatura del rey Gagik sosteniendo un modelo de su iglesia. Muestra a Gagik llevando un turbante en su cabeza y un khalat, lo que indica que era reconocido por el Califato Abasí. La estatua estaba originalmente localizada en un nicho en la parte superior de la fachada norte de la iglesia. Desapareció en circunstancias inciertas a finales de la Primera Guerra Mundial. Solo unas cuantas fotografías recuerdan su aspecto. Un fragmento superviviente de la estatua está ahora en el museo arqueológico de Erzurum. Cómo y cuándo llegó allí, nos es desconocido. Según el personal del museo, fue encontrado en algún lugar cercano a Erzurum y la persona que lo halló lo llevó al museo en coche.